# کیت لنگ جانسون
کیت لنگ جانسون (انگلیسی: Kate Lang Johnson؛ زادهٔ ۷ سپتامبر ۱۹۸۴) یک هنرپیشه اهل ایالات متحده آمریکا است.